# (22162) Leslijohnson
(22162) Leslijohnson est un astéroïde de la ceinture principale d'astéroïdes.

## Description
(22162) Leslijohnson est un astéroïde de la ceinture principale d'astéroïdes. Il fut découvert le 29 novembre 2000 à Socorro (Nouveau-Mexique) par le projet LINEAR. Il présente une orbite caractérisée par un demi-grand axe de 2,55 UA, une excentricité de 0,18 et une inclinaison de 4,2° par rapport à l'écliptique.

## Compléments